# RPM Package Manager
Red Hat Package Manager eller RPM Packet Manager (RPM) är en pakethanterare, det vill säga ett program för att installera, avinstallera och hantera programvarupaket, ursprungligen utvecklad för Red Hat Linux. Numera används RPM och paketformatet .rpm i ett stort antal GNU/Linux-distributioner, vid sidan av Red Hat Enterprise Linux och Fedora också till exempel i openSUSE och Mandriva.